# SWOP: I sesso dipendenti
SWOP: I sesso dipendenti (Sleeping with Other People) è un film del 2015 diretto da Leslye Headland.

## Trama
Nel 2002 Lainey e Jake perdono assieme la verginità in una notte fugace quando erano al college. Per sbaglio dodici anni dopo, i due si incontrano di nuovo in una riunione per i dipendenti dal sesso dove scoprono che entrambi non riescono ad avere relazioni durature a causa del tradimento continuo. Data la stessa "malattia", provano a tornare ad una relazione tra soli amici, ma l'attrazione fisica avrà la meglio.